# جامعة جنوب أستراليا
جامعة جنوب أستراليا هي جامعة عامة في أستراليا تأسست عام 1991. تقع في مدينة أديليد.

## أساتذة بارزون
- ماري آن بن-ساليك: أول من حصل على درجة الدكتوراه من جامعة هارفارد من سكان أستراليا الأصليين.

## وصلات خارجية
- الموقع الرسمي